# ۵۲۰ خیابان پارک
۵۲۰ خیابان پارک یک ساختمان واقع در نیویورک می‌باشد و در سال ۲۰۱۷ پروژه ساخت آن به پایان خواهد رسید. تعداد طبقاتش ۵۱ است.